# Политехника
Политехника е настоящо или историческо наименование на някои висши технически училища.
Сред тях са:
- Държавна политехника, София
- Политехника, Аахен
- Политехника, Атина
- Политехника, Виена
- Политехника, Карлсруе
- Политехника, Лозана
- Политехника, Милано
- Политехника, Мюнхен
- Парижка политехника, Париж
- Политехника, Прага
- Политехника, Торино
- Политехника, Цюрих